# Frederik Winkel Horn
Frederik Erhardt Winkel Horn né le 19 juillet 1845 à Copenhague et mort le 17 novembre 1898, est un historien, archéologue et traducteur danois.

## Biographie
En 1868, obtint un diplôme supérieur universitaire en "histoire ancienne des régions nordiques".
En 1878, il obtint le doctorat d'histoire avec une étude de Peder Syv (en).
En 1892, il a été éditeur de l'encyclopédie illustrée Hagerups.
En tant que traducteur, on lui doit la version danoise de la Geste des Danois de Saxo Grammaticus rédigé en latin sous le nom de Gesta Danorum avec l'apport des illustrations de l'artiste dano-norvégien Louis Moe.
Il a également traduit du français en danois, peu avant sa mort, le roman d'Alexandre Dumas, Les Trois mousquetaires.

## Travaux

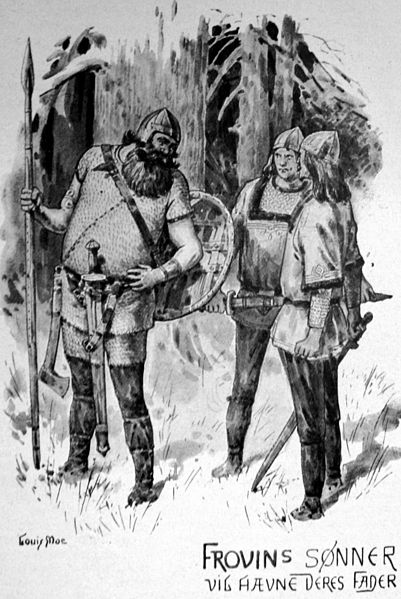
Ket et Wig parlant avec l'assassin de leur père Frowinus. Illustration de Louis Moe pour la traduction de la Geste des Danois par Frederik Winkel Horn (1896-1898).

- 1874 : Mennesket i forhistorisk tid, (la culture dans le vieux temps norrois)
- 1876 : Nordiske heltesagaer, (saga scandinave)
- 1878 : Peder Syv, (thèse de doctorat)
- 1881 : Den Danske litteraturs historie, 2 vol., (histoire de la littérature danoise)
- 1883 : Dansk Læsebog pour skolernes mellemste og Klasser højere, (coécrit avec Otto Borchsenius)
- 1883 : Grundtvigs Liv og gerning, (biographie de Nicolai Grundtvig)
- 1895 : Jomsvikingerne, (Saga de l'histoire des Scandinaves).

## Traductions en danois
- 1869 : Den ældre Edda, (Le Edda poétique)
- 1871-1876 : Billeder af livet paa l'île, 3 vol., (les sagas d'Islande)
- 1889 : E. Bellamy, Anno 2000-1889, (roman)
- 1896-1898 : Saxo Grammaticus, Danmarks historie, (Gesta Danorum)
- 1897 : Holbergs Ludvig levnedsbreve, (au sujet de Ludvig Holberg)
- 1897 : Michael Kohlhas og andre Fortaellinger, (à propos de Michael Kohlhas)
- 1895-1898 : Les Trois mousquetaires d'Alexandre Dumas.

## Source
- Carl Frederik Bricka «Winkel Horn, Erhardt Frederik», Dansk biografisk leksikon. éditions Gyldendalske Boghandels Forlag (F. Hegel & Søn), Copenhague: 1887 – 1905.